# Michael Houghton
Michael A. Houghton (ur. 1949) – kanadyjski biochemik i wirusolog pochodzenia brytyjskiego, laureat Nagrody Nobla w dziedzinie fizjologii i medycyny w 2020 roku.
W 1977 został doktorem medycyny na King’s College London. Od 1982 pracował dla biotechnicznego przedsiębiorstwa Chiron Corporation w Kalifornii, zaś od 2010 jest profesorem wirusologii na Uniwersytecie Alberty w kanadyjskim Edmonton. 
5 października 2020 został ogłoszony wraz z Harveyem Alterem i Charlesem M. Rice'em laureatem Nagrody Nobla w dziedzinie fizjologii lub medycyny „za odkrycie wirusa zapalenia wątroby typu C”.